# La Route du Caire
Pour plus de détails, voir Fiche technique et Distribution.
La Route du Caire (Cairo Road) est un film britannique réalisé par David MacDonald et sorti en 1950.

## Synopsis
Une équipe d’agents égyptiens faisant partie de la brigade anti stupéfiants a pour mission de contrer le commerce de la drogue via la frontière sud de l’Égypte. L'équipe est dirigée par le colonel Youssef Bey et son nouvel assistant, le lieutenant Mourad, récemment débarqué de Paris avec sa femme Marie. Ils sont constamment en alerte, les caravanes de chameaux étant soupçonnées de participer à la contrebande.
Plus tard, les agents enquêtent sur le meurtre d’un riche homme d’affaires arabe nommé Bashiri et mènent un raid sur un navire amarré à Port-Saïd. Cela les mène sur la piste de deux trafiquants d’héroïne, Rico Pavlis et Lombardi. L’une des policières, Anna Michelis, est prise pour cible par les passeurs.
Finalement, Pavlis se retourne contre son partenaire en le tuant mais Youssef lui tend un piège et capture les chefs de gangs criminels restants.

## Fiche technique
- Titre : La Route du Caire
- Titre original : Cairo Road
- Réalisation : David MacDonald
- Scénario :  Robert Westerby[1]
- Production : Mayflower Productions
- Pays de production :  Royaume-Uni
- Photographie : Oswald Morris
- Musique : Robert Gill
- Montage : Peter Taylor
- Durée : 95 minutes
- Dates de sortie : 
  - Royaume-Uni : 21 mai 1950
  - France : 2 octobre 1950

## Distribution
- Eric Portman : Colonel Youssef Bey
- Laurence Harvey : Lieutenant Mourad
- Maria Mauban : Marie
- Harold Lang : Rico Pavlis
- Grégoire Aslan : Lombardi
- Karel Stepanek : Edouardo Pavlis
- John Bailey (en) : Docteur
- Martin Boddey : Major Ahmed Mustafa
- John Gregson : Coast guard
- Marne Maitland : Gohari
- John Harvey : Major Maggoury
- Abraham Sofaer : Commandant
- Peter Jones : Ship's Lieutenant
- Camelia : Anna Michelis